# Bostrichoidea
De Bostrichoidea zijn een superfamilie van kevers uit de infraorde Bostrichiformia.

## Taxonomie
De superfamilie is als volgt onderverdeeld:
- Familie Dermestidae Latreille, 1804 (Spekkevers)
  - Onderfamilie Dermestinae Latreille, 1804
    - Tribus Dermestini Latreille, 1804
    - Tribus Marioutini Jakobson, 1913

  - Onderfamilie Thorictinae Agassiz, 1846
    - Tribus Thaumaphrastini Anderson, 1949
    - Tribus Thorictini Agassiz, 1846

  - Onderfamilie Orphilinae LeConte, 1861
  - Onderfamilie Trinodinae Casey, 1900
    - Tribus Cretonodini Kirejtshuk & Azar, 2009  †
    - Tribus Thylodriini Semenov, 1909
    - Tribus Trinodini Casey, 1900
    - Tribus Trinoparvini Háva, 2010

  - Onderfamilie Att ageninae Laporte, 1840
    - Tribus Attagenini Laporte, 1840
    - Tribus Egidyellini Semenov, 1914

  - Onderfamilie Megatominae Leach, 1815
    - Tribus Anthrenini Gistel, 1848
    - Tribus Megatomini Leach, 1815
- Familie Endecatomidae LeConte, 1861
- Familie Bostrichidae Latreille, 1802[1] (Boorkevers)
  - Onderfamilie Dysidinae Lesne, 1921
  - Onderfamilie Polycaoninae Lesne, 1896
  - Onderfamilie Bostrichinae Latreille, 1802[1]
    - Tribus Apatini Billberg, 1820
    - Tribus Bostrichini Latreille, 1802[1]
    - Tribus Dinapatini Lesne, 1910
    - Tribus Sinoxylini Marseul, 1857
    - Tribus Xyloperthini Lesne, 1921

  - Onderfamilie Psoinae Blanchard, 1851
  - Onderfamilie Dinoderinae Thomson, 1863
  - Onderfamilie Lyctinae Billberg, 1820
    - Tribus Lyctini Billberg, 1820
    - Tribus Trogoxylini Lesne, 1921

  - Onderfamilie Euderiinae Lesne, 1934
- Familie Ptinidae Latreille, 1802[1] (Klopkevers)
  - Onderfamilie Eucradinae LeConte, 1861
    - Tribus Eucradini LeConte, 1861
    - Tribus Hedobiini Mulsant & Rey, 1868

  - Onderfamilie Ptininae Latreille, 1802[1]
    - Tribus Gibbiini Jacquelin du Val, 1860
    - Tribus Meziini Bellés, 1985
    - Tribus Ptinini Latreille, 1802[1]
    - Tribus Sphaericini Portevin, 1931

  - Onderfamilie Dryophilinae Gistel, 1848
    - Tribus Dryophilini Gistel, 1848
    - Tribus Ptilineurini Böving, 1927

  - Onderfamilie Ernobiinae Pic, 1912
  - Onderfamilie Anobiinae Fleming, 1821
  - Onderfamilie Ptilininae Shuckard, 1839
  - Onderfamilie Alvarenganiellinae Viana & Martínez, 1971
  - Onderfamilie Xyletininae Gistel, 1848
    - Tribus Lasiodermini Böving, 1927
    - Tribus Metholcini Zahradník, 2009
    - Tribus Xyletinini Gistel, 1848

  - Onderfamilie Dorcatominae Thomson, 1859
  - Onderfamilie Mesocoelopodinae Mulsant & Rey, 1864
    - Tribus Tricorynini White, 1971
    - Tribus Mesocoelopodini Mulsant & Rey, 1864